# Transversale Mercator: Bowring-serie
De Bowring-serie van de transversale mercator, gepubliceerd in 1989 door Bernard Russel Bowring, gaf formules voor de transversale mercator die eenvoudiger te programmeren zijn, maar toch met het behouden van een millimeter-nauwkeurigheid
Bowring heeft de vierde orde van de Redfearn-reeks herschreven (na de kleine termen te verwijderd) en in een compactere notatie door de bolvormige termen, d.w.z. de onafhankelijke termen van de ellipticiteit, te vervangen door de exacte uitdrukkingen die in de bolvormige transversale Mercatorprojectie worden gebruikt. Er was geen sprake van een verbetering in nauwkeurigheid, omdat de elliptische termen op 1 mm-niveau nog steeds afgekapt waren. Dergelijke aanpassingen waren mogelijk nuttig toen de computerbronnen minimaal waren.

## Notatie
{\displaystyle a} = straal van de evenaar voor de gekozen sferoïde (bijvoorbeeld: 6378137 m voor GRS80/WGS84)
{\displaystyle b} = polaire halve as van de sferoïde
{\displaystyle k_{0}} = schaalfactor langs de centrale meridiaan (bijv. 0,9996 voor UTM)
{\displaystyle \scriptstyle \phi } = breedtegraad
{\displaystyle \scriptstyle \omega } = verschil in lengtegraad vanaf de centrale meridiaan, in radialen, positief oostwaarts
{\displaystyle m} = meridiaanafstand, gemeten op de bol van de evenaar tot {\displaystyle \scriptstyle \phi } (ook te zien hieronder)
E = afstand ten oosten van de centrale meridiaan, we veronderstellen dat dit is gemeten op de Transversale Mercatorprojectie
N = afstand ten noorden van de evenaar, gemeten op de Transversale Mercatorprojectie
{\displaystyle \varepsilon \;=\;{\frac {2r-1}{(r-1)^{2}}}=\;{\frac {a^{2}-b^{2}}{(b^{2})}}\;}
waar/wanneer r de reciproque is van de afvlakking voor de gekozen sferoïde (voor WGS84, r = 298,257223563 precies).

## Converteer breedtegraad-lengtegraad naar Transversale Mercator
{\displaystyle c=\cos \phi \qquad s=\sin \phi }
{\displaystyle \nu \;=\;a{\sqrt {\frac {1+\varepsilon }{1+\varepsilon c^{2}}}}} (primaire straal van de verticale kromming)
{\displaystyle z={\frac {\varepsilon \omega ^{3}c^{5}}{6}}}
{\displaystyle \tan \theta _{2}\;=\;{\frac {2sc\sin ^{2}(\omega /2)}{s^{2}+c^{2}\cos \omega }}}
{\displaystyle {\text{E}}\;=\;k_{0}\nu \left[{\tanh }^{-1}(c\sin \omega )+z\left(1+{\frac {\omega ^{2}}{10}}(36c^{2}-29)\right)\right]}
{\displaystyle {\text{N}}\;=\;k_{0}\left[m+\nu \theta _{2}+{\frac {z\nu \omega s}{4}}(9+4\varepsilon c^{2}-11\omega ^{2}+20(\omega ^{2}c^{2}))\right]\,}
waar {\displaystyle \theta _{2}} is in radialen en {\displaystyle {\tanh }^{-1}} verwijst naar arctanh).

## Transversale Mercator naar breedtegraad-lengtegraad
Om Transversale Mercatorcoördinaten naar breedtgr-lengtegrd te converteren, bereken je eerst {\displaystyle \scriptstyle \phi '}, de breedtegraad van de voetafdruk — dat wil zeggen: de breedtegraad van het punt op de centrale meridiaan dat dezelfde N heeft als het punt dat moet worden omgezet; dat wil zeggen: de breedtegraad waarvan de meridiaanafstand op de sferoïde gelijk is aan N/ {\displaystyle k_{0}} . De onderstaande formules van Bowring lijken het snelst, maar traditionele formules zouden ook kunnen volstaan normaalgezien.
{\displaystyle c_{1}=\cos \phi '\qquad s_{1}=\sin \phi '}
{\displaystyle \nu _{1}\;=\;a{\sqrt {\frac {1+\varepsilon }{1+\varepsilon {c_{1}}^{2}}}}}
{\displaystyle x\;=\;{\frac {\text{E}}{k_{0}\nu _{1}}}}
{\displaystyle \tan \theta _{4}\;=\;{\frac {\sinh x}{c_{1}}}}
{\displaystyle \tan \theta _{5}\;=\;\tan \phi '\cos \theta _{4}}
{\displaystyle \phi \;=\;\left(1+\varepsilon {c_{1}}^{2}\right)\left[\theta _{5}-{\frac {\varepsilon }{24}}x^{4}\tan \phi '(9-10{c_{1}}^{2})\right]-\varepsilon {c_{1}}^{2}\phi '}
{\displaystyle \omega \;=\;\theta _{4}-{\frac {\varepsilon }{60}}x^{3}c_{1}\left(10-{\frac {4x^{2}}{{c_{1}}^{2}}}+x^{2}{c_{1}}^{2}\right)}
( {\displaystyle \theta _{4}}, {\displaystyle \theta _{5}} En {\displaystyle \scriptstyle \phi '} moet natuurlijk in radialen zijn, en {\displaystyle \scriptstyle \phi } En {\displaystyle \omega } moeten ook in radialen.)

## Meridiaanafstand
Bowring gaf formules voor de meridiaanafstand (de afstand van de evenaar tot de gegeven breedtegraad langs een noord-zuidlijn op de bol) die binnen 0,001 millimeter correct lijken te zijn op bolvormige objecten ter grootte van de aarde. Het symbool n is hetzelfde als in de Redfearn-formules
{\displaystyle n\;=\;{\frac {a-b}{a+b}}\;=\;{\frac {1}{2r-1}}}
{\displaystyle \tan \psi \quad =\quad \left({\frac {r-1}{r}}\right)\tan \phi \quad =\quad \left({\frac {1-n}{1+n}}\right)\tan \phi }
{\displaystyle p=1-{\frac {3}{4}}n\cos 2\psi \qquad q={\frac {3}{4}}n\sin 2\psi }
{\displaystyle Z=\left(1-{\frac {3}{8}}n^{2}\right)(p+qi)^{2/3}\qquad {\text{ where }}\;i={\sqrt {-1}}}
Negeer het reële deel van het complexe getal Z ; trek de reële coëfficiënt van het imaginaire deel van Z af {\displaystyle \psi } (in radialen ) om te krijgen {\displaystyle \theta } . Dan
{\displaystyle {\text{meridian distance}}\;=\quad {\frac {a\theta }{1+n}}\left(1+{\frac {n^{2}}{8}}\right)^{2}}
(Merk op dat als de breedtegraad 90 graden is, {\displaystyle \theta ={\frac {\pi }{2}}} (wat, zo blijkt, de lengte van een meridiaankwadrant op een biljoenste van een meter op GRS 80 aangeeft.)

Voor de inverse (gegeven meridiaanafstand, bereken breedtegraad), bereken {\displaystyle \theta } met behulp van de laatste formule hierboven, dan
{\displaystyle p'=1-{\frac {33}{20}}n\cos 2\theta \qquad q'={\frac {33}{20}}n\sin 2\theta }
{\displaystyle Z'={\frac {5}{4}}\left(1-{\frac {9}{16}}n^{2}\right)(p'+q'i)^{8/33}}
Verwijder het reële deel van Z' en tel de reële coëfficiënt van i op {\displaystyle \theta } om de gereduceerde breedtegraad te krijgen {\displaystyle \psi } (in radialen) wat omgezet wordt naar breedtegraad {\displaystyle \scriptstyle \phi } met behulp van de vergelijking bovenaan dit gedeelte.

## Als nul niet op de evenaar ligt
Zoals hierboven aangegeven, gaan alle formules voor de ellipsoïde ervan uit dat de noorderling op de Transversale Mercatorprojectie bij de evenaar bij nul begint, net zoals bij de UTM-projectie op het noordelijk halfrond. Mensen die het Britse National Grid of State Plane Coordinates in de Verenigde Staten gebruiken, hebben een extra stap in hun berekeningen.
Het Britse nationale raster stelt de noordrichting in op (breedtegraad 49 graden noord, lengtegraad 2 graden westerlengte) en stelt deze in op exact -100.000 meter. Er wordt gebruik gemaakt van de Airy-sferoïde, met een equatoriale straal van 6377563,39603 meter en het omgekeerde van de afvlakking van 299,3249645938 (beide waarden zijn afgerond); de meridiaanafstand van de evenaar tot 49 graden breedtegraad komt daarom op 5429228,602 meter op de sferoïde. De afgeronde schaalfactor op 2 graden westerlengte is 0,999601271775, dus op de Transversale Mercatorprojectie is 49 graden noorderbreedte 5427063,8153 meter vanaf de evenaar .
Wanneer u breedtegr-lengtegr naar British National Grid omrekent, gebruikt u de bovenstaande formules en trekt u 5527063,815 meter af van de berekende N.

## Voorbeeld: breedtegraad-lengtegraad naar UTM converteren
Volgens NGS ligt het Washington Monument op 38 graden 53 min 22,08269 sec noord en 77 graden 02 min 06,86575 sec west op NAD83. Wat is de UTM?
Zoals bij alle NAD83-berekeningen gebruiken we de GRS80-sferoïde met a = exact 6378137 meter en
r = afgerond 298,25722 2101. Als we op een luie die waarde van r als exact nemen, krijgen we {\displaystyle \epsilon } = 0,00673 94967 75479 en n = 0,00167 92203 94629. Zoals bij alle UTM-berekeningen {\displaystyle k_{0}} is exact 0,9996.
{\displaystyle \scriptstyle \nu } is 6386568.5027 meter op de breedtegraad van het monument z is -1,43831 52572 keer {\displaystyle 10^{-8}} bij het monument
{\displaystyle \theta _{2}} komt uit op -0,00030 83836 79455 61242 radialen.
Bereken vervolgens m, de meridiaanafstand van de evenaar tot het monument: {\displaystyle \psi } is 38,795469019 graden = 0,677108669 radialen dus p = 0,99972936, q = 0,00122999 en het imaginaire deel van Z is 0,000820069 maal i . Trek 0,000820069 af van 0,677108669 om het volgende te krijgen: {\displaystyle \theta } = 0,676288601 radialen en m is 4306233,2730 meter.
Als we dat allemaal invullen, krijgen we N = 4306479,5101 meter, E = -176516,8552 meter. Tel de laatste op bij 500000 (de oostelijke waarde langs de centrale meridiaan in alle UTM-zones) om een UTM-oostwaarde van 323483,1448 meter te krijgen, wat overeenkomt met het NGS-gegevensblad.